# Nejlepší fotbalový tým 20. století
Nejlepší fotbalovou jedenáctku 20. století tvoří hráči, které v anketě vybíralo okolo 250 novinářů. Bylo zvoleno rozestavení 1-4-3-3 a výsledky byly oznámeny na zahajovacím ceremoniálu pro Mistrovství světa ve fotbale 1998.

## Seznam

zvolené rozestavení týmu

| Jméno                 | Datum narození    | Datum úmrtí        | Poslední klub        |
| Brankář               | Brankář           | Brankář            | Brankář              |
| --------------------- | ----------------- | ------------------ | -------------------- |
| Lev Jašin             | 22. října 1929    | 20. března 1990    | Dynamo Moskva        |
| Obránci               |                   |                    |                      |
| Carlos Alberto Torres | 17. července 1944 | 25. října 2016     | California Surf      |
| Franz Beckenbauer     | 11. září 1945     | 7. ledna 2024      | Hamburger SV         |
| Bobby Moore           | 12. dubna 1941    | 24. února 1993     | Seattle Sounders     |
| Nílton Santos         | 16. května 1925   | 27. listopadu 2013 | Botafogo FR          |
| Záložníci             |                   |                    |                      |
| Johan Cruijff         | 25. dubna 1947    | 24. března 2016    | Feyenoord            |
| Alfredo Di Stéfano    | 4. července 1926  | 7. července 2014   | RCD Espanyol         |
| Michel Platini        | 21. června 1955   |                    | Juventus FC          |
| Útočníci              |                   |                    |                      |
| Garrincha             | 28. října 1933    | 20. ledna 1983     | AC Olaria            |
| Diego Maradona        | 30. října 1960    | 25. listopadu 2020 | CA Newell's Old Boys |
| Pelé                  | 23. října 1940    | 29. prosince 2022  | New York Cosmos      |

### Podle zemí
| Země       | Počet |
| ---------- | ----- |
| Brazílie   | 4     |
| Argentina  | 2     |
| SSSR       | 1     |
| Francie    | 1     |
| Anglie     | 1     |
| Německo    | 1     |
| Španělsko  | 1     |
| Nizozemsko | 1     |
| Bolívie    | 1     |